# Zwarte langsprietslakvlieg
De zwarte langsprietslakvlieg (Sepedon sphegea) is een vliegensoort uit de familie van de slakkendoders (Sciomyzidae). De wetenschappelijke naam van de soort is voor het eerst geldig gepubliceerd in 1775 door Fabricius.